# Болл, Томас
То́мас Бо́лл (3 июня 1819 года — 11 декабря 1911 года) — американский скульптор, художник и музыкант. Его работы оказали заметное влияние на монументальное искусство в Соединённых Штатах Америки, особенно в Новой Англии.

## Биография
Томас Болл родился в городе Чарлстаун в штате Массачусетс (ныне — часть Бостона). После нескольких случайных заработков, чтобы поддержать семью, он три года работал в Бостонском музее развлекая посетителей рисованием их портретов, игрой на скрипке и пением. Затем он стал учеником у резчика по дереву Абеля Брауна, работающего в музее. Он научился рисовать маслом, путём копирования оригиналов.
Он переходил из студии в студию, пока, наконец, не остановился в студии в Тремонт Роу, где проработал в течение двенадцати лет. Здесь он написал несколько религиозных картин и портрет Корнелии Уэллс Ричардс, редактора «Boston Evening Transcript». Затем он обратил своё внимание на скульптуру, и первой его работой стал бюст Дженни Линд.
В тридцать пять лет он отправился учиться во Флоренцию.Там он оставался в течение более тридцати лет, прервавшись только для работы в Бостоне с 1857 по 1865 год, и был одним из художников артистической колонии, которая включала Браунингов и Хирам Пауэрс. Он вернулся в Америку в 1897 году, и жил в Монтклэре в штате Нью-Джерси, имея также студию в Нью-Йорке.
Список его работ включает в себя множество ранних кабинетных бюстов музыкантов (он сам был музыкант, и был первым в Америке, который спел ораторию «Илия»).
В 1890 году он опубликовал автобиографическую повесть «Мои шестьдесят лет и ещё десять», которая была обновлена в 1900 году и переиздана в 1993 году под названием «Мои восьмьдесят лет». Он был крёстным отцом Уильяма Купера.

## Известные работы
Томас Болл создал следующие скульптуры:
- Статуя Чарльза Самнера в Бостонском городском саду
- Конная статуя Джорджа Вашингтона в Бостонском городском саду
- Статуя Джорджа Вашингтона в Метьюэне
- Статуя Дэниэла Уэбстера в Центральном парке Нью-Йорка
- Статуя Джорджа Вашингтона в Форест Мемориал Парк, Голливуд Хиллз, Калифорния
- Статуя мэра Бостона Иосии Куинси перед «Old City Hall»
- Мемориал «Освобождение» в Вашингтоне
- Статуя Эдвин Форреста, в доме актёров в Филадельфии, штат Пенсильвания

- Статуя Чарльза Самнера, Бостон
- Конная статуя Джорджа Вашингтона, Бостон
- Статуя Дэниэла Уэбстера в Центральном парке Нью-Йорка